# 北水泉镇
北水泉镇，是中华人民共和国河北省张家口蔚县下辖的一个乡镇级行政单位。

## 行政区划
北水泉镇下辖以下地区：
二村、一村、三村、城墙村、东窑子头村、向阳站村、北马圈村、旦岭子村、夹道沟村、细弦子村、红谷嘴村、南井头村、赵家嘴村、杨庄村、罗家堡村、南柏山村、北柏山村、醋柳沟村、龙池沟村、红沙坡村、大石头梁村和东沙沟村。